# Clayman Ridge
De Clayman Ridge is een heuvelrug in de Amerikaanse staat Virginia, vlak bij de grens met Tennessee. De relatief kleine heuvelrug maakt deel uit van de Appalachen en ligt net buiten de stad Bristol.

## Geografie

### Situering
De Clayman Ridge bevindt zich in Washington County, een county in het uiterste zuidwesten van Virginia. De county ligt te midden van het zogenaamde Ridge and Valley-gedeelte van de Appalachen, dat gekenmerkt wordt door opeenvolgende parallelle reeksen van bergkammen en valleien. Washington County alleen al telt 26 van zulke ridges, waarvan de Clayman Ridge de op twee na laagste is.
De heuvelrug bevindt zich amper een halve kilometer ten noordwesten van de autosnelweg I-81, die de noordgrens van de stad Bristol vormt. Zo'n halve kilometer ten noorden van de Clayman Ridge ligt voorts de Big Ridge, een bergkam die vele malen groter is en ook ruim 100 meter hoger reikt. Tussen beide ridges in ligt een dunbevolkt dal genaamd Clayman Hollow.

### Omschrijving
De heuvelrug bereikt een hoogte van 620 meter boven zeeniveau. Hij heeft een algemene prominentie van 22 m en reikt tot 41 m boven de Clayman Hollow uit. Vanwege de vlakbij gelegen Big Ridge heeft de Clayman Ridge een dominantie van slechts 0,4 km.
De Clayman Ridge is van west naar oost een kilometer lang, tegenover een breedte van zo'n 400 m. Ten westen en noorden ervan loopt de Clayman Valley Road (een doodlopend fragment van de SR 639) en ten zuiden ervan de Wagner Road (een fragment van de SR 680).

### Geologie
Geologisch gezien ligt de Clayman Ridge aan een breuk die bekendstaat als de Spurgeon Fault, meer bepaald daar waar deze samenkomt met een secundaire overschuiving.